# Yea
Yea – miasto w Australii, w stanie Wiktoria.